# Nina Curtis
Pour les articles homonymes, voir Curtis.
Nina Curtis, née le 24 janvier 1988 à Sydney (Nouvelle-Galles du Sud), est une skipper australienne. Elle a remporté une médaille d'argent olympique en Elliott 6m. 

## Palmarès
- Jeux olympiques de 2012 : 
  -  Médaille d'argent en Elliott 6m avec Olivia Price et Lucinda Whitty